# Satellite Digital Audio Radio Services
Satellite Digital Audio Radio Services (SDARS) ist ein satellitengestütztes Radiosystem in Nordamerika.

## Anbieter
Die beiden proprietären Systeme wurden von den Unternehmen XM Satellite Radio und Sirius Radio aufgebaut. Nachdem XM Satellite Radio 2008 von Sirius Radio übernommen wurde, betreibt das neu entstandene Unternehmen Sirius XM beide Systeme weiter. Der Empfangsbereich reicht vom nördlichen Randbereich Mexikos bis nach Kanada. Das wird über insgesamt 9 Satelliten und ungefähr 700 Repeater-Stationen in Ballungsgebieten mit schlechtem Satellitenempfang erreicht.
Für den Empfang ist ein spezielles Radiogerät erforderlich, das ab etwa 100 Euro kostet und in vielen Neu- und Mietwagen bereits eingebaut ist. Zusätzlich fallen monatliche Abo-Gebühren in Höhe von ungefähr 15 USD (Stand 2012) an.
Sirius XM hat 2012 rund 22 Mio. Abonnenten.
Die über 200 Programme sind werbefrei und in die Sparten Musik, Sport, Talk und Unterhaltung sowie Nachrichten und Informationen unterteilt. Highlights sind beim Sport unter anderem: NFL, MLB, NASCAR, NBA und NHL, außerdem Unterhaltungsprogramme mit bekannten Personen wie Howard Stern und Oprah Winfrey.

## Technik
Sirius XM betreibt eine Flotte von 9 Satelliten. Davon werden vier für das Sirius-System und fünf für das XM-System genutzt. Sie befinden sich teils in geostationären, teils in geosynchronen Umlaufbahnen. Ein weiterer Satellit soll 2012 gestartet werden.
Für den Empfang ist eine Sichtverbindung zu einem Satelliten notwendig. Um den Empfang in Gegenden mit vielen Hochhäusern zu verbessern, betreibt Sirius XM über 700 erdgebundene Relaisstationen.